# Different World (álbum)
Different World é o álbum de estréia do produtor norueguês Alan Walker. Foi lançado em 14 de dezembro de 2018 pela MER Musikk e Sony Music Entertainment e inclui o single de sucesso de 2015, " Faded ". O álbum sucede uma trilogia de lançamentos que o antecederam, intitulado World of Walker, que consistia dos singles "All Falls Down", "Darkside" e "Diamond Heart".

## Antecedentes
Apresentando artistas como Steve Aoki, Au/Ra, Noah Cyrus e Digital Farm Animals, o álbum é conhecido por sua mistura de canções já conhecidas, como "Faded", tanto quanto dos novos lançamentos, como "Lost Control". Alan disse "É uma sensação incrível poder lançar meu álbum de estréia, Different World. Esses últimos anos foram absolutamente surrealistas, e eu certamente nunca imaginei que chegaria a esse ponto quando eu comecei. Muito diferente para mim. É algo em que trabalhei há algum tempo, e estou super empolgado para finalmente compartilhar com o mundo e ouvir a reação dos meus fãs!" Uma campanha para o álbum foi lançada, intitulada" #CreateADifferentWorld". Para conscientizar sobre o tema da mudança climática.

## Recepção da crítica
Dancing Astronaut opinou sobre o álbum "estende o retrato mais completo de seu som característico" e o descreveu como "uma coleção de músicas bem entrelaçadas, que articula a arte sônica de Walker". A Billboard o descreveu como "transforma as melodias de sintetizadores em melodias, derrete ritmos caribenhos quentes com booms hardstyle e eletrifica a pista de dança tanto quanto visa a prontidão de rádio."

## Alinhamento de faixa
| Different World – Edição padrão |                     | | |         |  |
| N.º                             | Título              | Compositor(es) | Produtor(es)                                                                                             | Duração |  |
| 1.                              | "Intro"             | Alan Walker Markus Arnbekk Emelie Hollow James Eriksen Anna-Marie Kimber                                                         | Walker Arnbekk James Njie                                                                                | 1:16    |  |
| 2.                              | "Lost Control"      | Walker Thomas Troelsen Mood Melodies Anders Frøen Sorana Pacurer Fredrik Borch Olsen Magnus Martinsen                            | Walker Big Fred [a] Magnify [a] Mood Melodies [c]                                                        | 3:42    |  |
| 3.                              | "I Don't Wanna Go"  | Walker Edvard Normann Kristoffer Haugen Lars Rosness Jesper Borgen Fredrik Teo Gunnar Greve Pettersen Hollow Øyvind Sauvik       | Walker Rosness STATE [c]                                                                                 | 2:41    |  |
| 4.                              | "Lily"              | Walker Rosness Magnus Bertelsen Kenneth "K-391" Nilsen Didrik Håndlykken Arnbekk                                                 | Walker K-391 Rosness Arnbekk Big Fred                                                                    | 3:15    |  |
| 5.                              | "Lonely"            | Walker Steven Aoki Olsen Eriksen Borgen Omar Noir Faal Sauvik Ella Marie Hætta Isaksen                                           | Walker Steve Aoki Njie Big Fred                                                                          | 3:36    |  |
| 6.                              | "Do It All for You" | Walker Frøen Arnbekk Borgen Rosness Haugan Normann Jason Dean Joseph Kirkland Ryan Stewart                                       | Walker Arnbekk Mood Melodies Rosness [a] STATE [a]                                                       | 2:54    |  |
| 7.                              | "Different World"   | Walker Olsen Eriksen Arnbekk G. Pettersen Nilsen Mengzhou Hu Sara Hjellstrom Bertelsen                                           | Walker K-391 Big Fred Njie Arnbekk [a] Dreamlab [c]                                                      | 3:22    |  |
| 8.                              | "Interlude"         | Walker Arnbekk Borgen | Walker Arnbekk Borgen                                                                                    | 1:19    |  |
| 9.                              | "Sing Me to Sleep"  | Walker Borgen Frøen G. Pettersen Thomas La Verdi Bertelsen Iselin Solheim                                                        | Walker Borgen Mood Melodies                                                                              | 3:07    |  |
| 10.                             | "All Falls Down"    | Walker Frøen Richard Boardman Pablo Bowman Daniel Boyle Sarah Blanchard Nicholas Gale                                            | Walker Mood Melodies The Six Gunnar Greve [a] Chris "TEK" O'Ryan [a] Jenna Andrews [c] Alex Holmberg [c] | 3:18    |  |
| 11.                             | "Darkside"          | Walker Frøen Borgen Rosness Arnbekk Olsen G. Pettersen La Verdi Atle Pettersen Jamie Stenzel William Wiik Larsen Andrew Frampton | Walker Mood Melodies Olsen Mere Music                                                                    | 3:31    |  |
| 12.                             | "Alone"             | Walker Borgen Frøen G. Pettersen Jonnali Parmenius                                                                               | Walker Borgen Mood Melodies Greve Olsen [a]                                                              | 2:40    |  |
| 13.                             | "Diamond Heart"     | Walker Thomas Troelsen Haugen Normann Frøen G. Pettersen Yann Bargain Victor Verpillat Olsen Sophia Somajo                       | Walker Mood Melodies Bargain Verpillat Njie [a] Greve [a] Big Fred [a] STATE [a]                         | 4:00    |  |
| 14.                             | "Faded (Interlude)" | Walker Hu G. Pettersen Rosness Frøen Borgen Eriksen                                                                              | Walker Rosness Corsak Njie Borgen [a] Mood Melodies [a]                                                  | 0:41    |  |
| 15.                             | "Faded"             | Walker Borgen Frøen G, Pettersen                                                                                                 | Walker Borgen Mood Melodies                                                                              | 3:32    |  |
| Duração total:                  | Duração total:      | Duração total: | Duração total:                                                                                           | 42:54   |  |

| Faixas bônus da edição japonesa |                | |                                                                  |         |  |
| N.º                             | Título         | Compositor(es)                                                                                           | Produtor(es)                                                     | Duração |  |
| 16.                             | "Tired"        | Walker Frøen G. Pettersen Olsen Rosness Arnbekk Gavin Wigglesworth Oliver Green Mike Needle Daniel Bryer | Walker Mood Melodies Greve Olsen Rosness Arnbekk Carl Hovind [a] | 3:12    |  |
| 17.                             | "Routine"      | Walker Borgen Frøen G. Pettersen David Silva Fernandez                                                   | Walker Borgen Mood Melodies Greve Olsen [a]                      | 2:46    |  |
| 18.                             | "The Spectre"  | Walker Frøen Borgen Rosness Arnbekk G. Pettersen La Verdi                                                | Walker Rosness Arnbekk Mood Melodies Greve Olsen [a]             | 3:13    |  |
| Duração total:                  | Duração total: | Duração total:                                                                                           | Duração total:                                                   | 52:18   |  |

Notas
- ↑[a]  co-produtor
- ↑[c]  Produtor vocal
- "Intro" com os vocais de fundo de Emelie Hollow e Anna-Marie Kimber.
- "Sing Me to Sleep" com os vocais não creditados de Iselin Solheim.
- "Alone" com os vocais não creditados de Noonie Bao.
- "Faded" com os vocais não creditados de Iselin Solheim.
- "The Spectre" com os vocais não creditados de Jesper Borgen.

## Desempenho nas tabelas musicais
| Paradas (2018–19)                          | Melhor posição |
| ------------------------------------------ | -------------- |
| Áustria (Ö3 Austria Top 40)                | 59             |
| Bélgica (Ultratop Flandres)                | 123            |
| Bélgica (Ultratop Valônia)                 | 137            |
| Canadá (Billboard)                         | 83             |
| Países Baixos (Dutch Charts)               | 29             |
| Finlândia (Suomen virallinen lista)        | 1              |
| Alemanha (Offizielle Deutsche Charts)      | 39             |
| Noruega (VG-lista)                         | 1              |
| Polónia (ZPAV)                             | 31             |
| Suécia (Sverigetopplistan)                 | 15             |
| Suíça (Schweizer Hitparade)                | 15             |
| Estados Unidos (Dance/Electronic Albums)   | 2              |
| Estados Unidos (Billboard Top Heatseekers) | 8              |

## Certificações
| Região | Certificação | Vendas   |
| --- | ------------ | -------- |
| Noruega (IFPI Noruega) | Ouro         | 10.000 * |
| Polônia (ZPAV) | 3 × platina  | 60.000 * |
| * números de vendas baseados somente em certificação ^ Embarques números com base apenas na certificação ‡vendas + números de streaming baseados somente na certificação |              |          |